# 낙동강대로
낙동강대로(Nakdonggang-ro)는 창원시 의창구 북면 마산리외 대산면 를 잇는 도로이다.

## 주요 경유지
경상남도
- 창원시 의창구 (북면 . 동읍)

## 노선
| 이름            | 접속 노선                          | 소재지          | 소재지          | 소재지          | 비고            |
| 정렬대로와 직결 | 정렬대로와 직결                    | 정렬대로와 직결 | 정렬대로와 직결 | 정렬대로와 직결 | 정렬대로와 직결 |
| --------------- | ---------------------------------- | --------------- | --------------- | --------------- | --------------- |
| 마산 교차로     | 신촌본포로                         | 창원시          | 의창구          | 북면            |                 |
| 월계 교차로     |                                    | 창원시          | 의창구          | 북면            |                 |
| 신천교 신천1교  |                                    | 창원시          | 의창구          | 북면            |                 |
| 본포 교차로     | 국가지원지방도 제30호선 (동읍로)   | 창원시          | 의창구          | 동읍            |                 |
| 수산1 교차로    | 내산북로                           | 창원시          | 의창구          | 대산면          |                 |
| 수산2 교처로    | 초하로                             | 창원시          | 의창구          | 대산면          |                 |
| 수산3 교차로    | 대산북로                           | 창원시          | 의창구          | 대산면          |                 |
| 북부 교차로     | 국가지원지방도 제30호선 (내산북로) | 창원시          | 의창구          | 대산면          |                 |
| 계획중          |                                    |                 |                 |                 |                 |
| 가동 교차로     | 한림로                             | 김해시          | 생림면          | 생림면          |                 |
| 시산1교 시산2교 |                                    | 김해시          | 생림면          | 생림면          |                 |
| 장방 교차로     | 한림로                             | 김해시          | 생림면          | 생림면          |                 |
| 화포대교        |                                    | 김해시          | 생림면          | 생림면          |                 |
| 장재터널        |                                    | 김해시          | 생림면          | 생림면          |                 |
|                 | 생림면                             | 김해시          |                 |                 |                 |
| 안하교          |                                    | 김해시          |                 |                 |                 |
| 생림 교차로     | 안하로                             | 김해시          |                 |                 |                 |
| 하봉교          |                                    | 김해시          |                 |                 |                 |
| 봉림1터널       |                                    | 김해시          |                 |                 |                 |
| 통주교          |                                    | 김해시          |                 |                 |                 |
| 봉림2터널       |                                    | 김해시          |                 |                 |                 |
| 사촌1교         |                                    | 김해시          |                 |                 |                 |
| 사촌 교차로     | 국도 제56호선 (생림대로)           | 김해시          |                 |                 |                 |

1. ↑  교차로와 나들목뿐만 아니라 인근 지역의 건물 및 시설 등도 포함